# Vinh Long
Cà Mau er en by i Mekongdeltaet i det sydlige Vietnam. Det er hovedstaden i Vinh Long provincen. Befolkningen er 147.039 indbyggere (2010). Ca Mau er 150 km syd for Ho Chi Minh-byen. Can Tho Lufthavn er 40 km fra centrum.